# Thedtsho Gewog
Thedtsho (Dzongkha: ཐེད་ཚོ་) ist einer von fünfzehn Gewogs (Blöcke) des Dzongkhags Wangdue Phodrang in Zentralbhutan. Thedtsho Gewog ist wiederum eingeteilt in fünf Chiwogs (Wahlkreise). Der Gewog befindet sich im Westen des Distrikts Wangdue Phodrang und wird durch den Puna Tsang Chhu in einen Westteil mit zwei Chiwogs und einen Ostteil mit drei Chiwogs geteilt.
Laut der Volkszählung von 2005 leben in diesem Gewog 2222 Menschen auf einer Fläche von 31 km² in 453 Haushalten.
Bezug nehmend auf eine neuere Volkszählung von 2012 nennt die Dzongkhag Administration in ihrem Internetauftritt eine Einwohnerzahl von 1270 Menschen in 166 Haushalten in 18 Dörfern, während die Wahlkommission nur sechs Dörfer bzw. Weilern aufführt.
Thedtsho ist der flächenmäßig kleinste Gewog im Distrikt Wangdue Phodrang und ist zu 20 % mit Wald bedeckt. Etwa 80 % der Bevölkerung sind Reisbauern, insbesondere in Rinchengang werden zwei Reisernten erzielt. Außerdem werden Weizen und Mandarinen angebaut sowie Milch, Käse und Butter produziert. 
An staatlichen Einrichtungen gibt es neben der Gewog-Verwaltung
eine Grundschule. Außerdem gehört das Armee-Trainingszentrum Tencholing zum Thedtsho Gewog. Während der Restaurierungsarbeiten am Wangdue Phodrang Dzong beherbergt der Gewog auch die Verwaltung des Distrikts.
Insgesamt gibt es in diesem Gewog vier buddhistische Tempel (Lhakhangs) in Staats- und Gemeindebesitz.
| Chiwog                          | Dörfer bzw. Weiler |
| ------------------------------- | ------------------ |
| Thang Goo ཐང་མགུ་                | Thang Goo          |
| Martaloongchu དམར་ཏ་ལུང་ཅུ་       | Martaloongchu      |
| Wangjokha ཝང་ཇོ་ཁ་               | Wangjokha          |
| Jang Rinchhengang བྱང་_རིན་ཆེན་སྒང་ | Gawaphel           |
| Jang Rinchhengang བྱང་_རིན་ཆེན་སྒང་ | Rinchhengang       |
| Lho Rinchhengang ལྷོ་_རིན་ཆེན་སྒང་   | Rinchhengang       |